# Trekanten (naturreservat, Torsby kommun)
Trekanten är ett naturreservat i Torsby kommun i Värmlands län.
Området är naturskyddat sedan 2013 och är 15 hektar stort. Reservatet omfattar svaga sluttningar ner mot tre grenar av en bäck. Reservatet består av barrblandskog, granskog, tallskog och sumpskogspartier. 